# Cryptocephalus semivittatus
Cryptocephalus semivittatus là một loài bọ cánh cứng trong họ Chrysomelidae. Loài này được Medvedev & Samoderzhenkov miêu tả khoa học năm 1987.